# Фойт, Хуан
Хуан Маркос Фойт (исп. Juan Marcos Foyth; родился 12 января 1998 года, Ла-Плата, Аргентина) — аргентинский футболист, игрок испанского «Вильярреала» и национальной сборной Аргентины. Чемпион мира 2022 года.
Выступает на позиции центрального защитника, также может сыграть правого защитника и опорного полузащитника.

## Клубная карьера
Фойт — воспитанник клуба «Эстудиантес» из своего родного города. В 2016 году Хуан был включён в заявку основной команды. 19 марта 2017 года в матче против «Патронато» он дебютировал в аргентинской Примере. Летом 2017 года Хуан перешёл в английский «Тоттенхэм Хотспур», подписав контракт на 5 лет. Сумма трансфера составила 8 млн фунтов. 19 сентября в поединке Кубка Английской футбольной лиги против «Барнсли» Фойт дебютировал за основной состав. 3 ноября 2018 года в матче против «Вулверхэмптон Уондерерс» он дебютировал в английской Премьер-лиге. 10 ноября в поединке против «Кристал Пэлас» Хуан забил свой первый гол за «Тоттенхэм Хотспур». 
В сентябре 2020 года Фойт подписал новый контракт с «Тоттенхэмом», а затем был отдан в годовую аренду испанскому клубу «Вильярреал». 22 октября в поединке Лиги Европы против турецкого «Сивасспора» Хуан дебютировал за основной состав и в этом же поединке забил свой первый гол за клуб. 25 октября в матче против «Кадиса» он дебютировал в Ла Лиге. По итогам дебютного сезона Хуан помог команде выиграть Лигу Европу. Летом 2021 года «Вильярреал» выкупил трансфер игрока за 15 млн. евро. 

## Международная карьера
В 2017 года Фойт в составе молодёжной сборной Аргентины принял участие в молодёжном чемпионате Южной Америки в Эквадоре. На турнире он сыграл в матчах против команд Перу, Боливии, Колумбии, Бразилии, Эквадора а также дважды Венесуэлы и Уругвая.
В том же году Фойт принял участие в молодёжном чемпионате мира в Южной Корее. На турнире он сыграл в матчах против команд Гвинеи, Англии и Южной Кореи.
17 ноября 2018 года в товарищеском матче против сборной Мексики Фойт дебютировал за сборную Аргентины.
Летом 2019 года принял участие в Кубке Америки 2019 в Бразилии. На турнире он сыграл против сборных Чили, Катара, Венесуэлы и Бразилии.

## Личная жизнь
Фойт женился на своей давней подруге Ариане Алонсо в Ла-Плате, Аргентина, в июле 2019 года.

## Статистика

### Сборная
| 2018  | 1  | 0 |
| 2019  | 9  | 0 |
| 2020  | 1  | 0 |
| 2021  | 2  | 0 |
| 2022  | 3  | 0 |
| Всего | 16 | 0 |

| №  | Дата            | Оппонент  | Счёт | Голы | Ассисты | Карточки | Минуты    | Соревнование                    |
| -- | --------------- | --------- | ---- | ---- | ------- | -------- | --------- | ------------------------------- |
| 1  | 17 ноября 2018  | Мексика   | 2:0  | —    | —       | —        | 90'       | Товарищеский матч               |
| 2  | 22 марта 2019   | Венесуэла | 1:3  | —    | —       | 44'      | 90'       | Товарищеский матч               |
| 3  | 8 июня 2019     | Никарагуа | 5:1  | —    | —       | —        | 73'( 73') | Товарищеский матч               |
| 4  | 23 июня 2019    | Катар     | 2:0  | —    | —       | 44'      | 85'( 85') | Кубок Америки 2019 (группа В)   |
| 5  | 28 июня 2019    | Венесуэла | 2:0  | —    | —       | —        | 90'       | Кубок Америки 2019 (1/4 финала) |
| 6  | 3 июля 2019     | Бразилия  | 0:2  | —    | —       | 56'      | 90'       | Кубок Америки 2019 (1/2 финала) |
| 7  | 6 июля 2019     | Чили      | 2:1  | —    | —       | 79'      | 90'       | Кубок Америки 2019 (3-е место)  |
| 8  | 9 октября 2019  | Германия  | 2:2  | —    | —       | —        | 90'       | Товарищеский матч               |
| 9  | 13 октября 2019 | Эквадор   | 6:1  | —    | —       | —        | 77'( 77') | Товарищеский матч               |
| 10 | 15 ноября 2019  | Бразилия  | 1:0  | —    | —       | —        | 90'       | Товарищеский матч               |
| 11 | 9 октября 2020  | Эквадор   | 1:0  | —    | —       | —        | 6'( 84')  | Отбор ЧМ-2022-КОНМЕБОЛ          |
| 12 | 4 июня 2021     | Чили      | 1:1  | —    | —       | —        | 81'( 81') | Отбор ЧМ-2022-КОНМЕБОЛ          |
| 13 | 9 июня 2021     | Колумбия  | 2:2  | —    | —       | —        | 25'( 65') | Отбор ЧМ-2022-КОНМЕБОЛ          |
| 14 | 30 марта 2022   | Эквадор   | 1:1  | —    | —       | —        | 12'( 78') | Отбор ЧМ-2022-КОНМЕБОЛ          |
| 15 | 5 июня 2022     | Эстония   | 5:0  | —    | —       | —        | 24'( 66') | Товарищеский матч               |
| 16 | 16 ноября 2022  | ОАЭ       | 5:0  | —    | —       | —        | 90'       | Товарищеский матч               |

Итого: сыграно матчей: 16 / забито голов: 0; победы: 10, ничьи: 4, поражения: 2.

## Достижения

### Командные
«Тоттенхэм Хотспур»
- Финалист Лиги чемпионов УЕФА: 2018/19

«Вильярреал»
- Победитель Лиги Европы УЕФА: 2020/21

Сборная Аргентины
- Чемпион мира: 2022
- Победитель Финалиссимы: 2022

### Личные
- Команда сезона Лиги Европы УЕФА: 2020/21[26]